# Vishwar Shaw
Vishwar Shaw (Georgetown, 4 mei 1993) is een Guyaans-Surinaams cricketspeler.

## Biografie
Vishwar Shaw werd geboren in de Guyanaanse hoofdstad Georgetown. Hij speelde voor de Cricket Club New Gandhi  die in de A-klasse uitkomt van de Cricket Bond Nickerie in Suriname.
Hij speelde in 2015 tijdens op het World Cricket League Division Six, een toernooi dat onder auspiciën van de International Cricket Council werd georganiseerd. Suriname won dit toernooi.
Het jaar erna zou het Surinaamse team uitkomen op de World Cricket League Division Five. Hieruit trok Suriname zich terug, omdat de Vanuatu Cricket Association de nationaliteit van enkele spelers ter discussie stelde, onder wie van Shaw, Gavin Singh, Muneshwar Patandin, Vishwar Shaw en Sauid Drepaul. Vanatu was in het vorige toernooi in de halve finale uitgeschakeld door Suriname.